# Sciades papuanus
Sciades papuanus là một loài bọ cánh cứng trong họ Cerambycidae.